# Стус Віктор Іванович
Стус Віктор Іванович (нар. 1 лютого 1946, с. Михайлівське, Новомиколаївський район, Запорізька область — член Національної спілки письменників України і Національної спілки журналістів України, прозаїк, драматург, публіцист Заслужений журналіст України, Заслужений журналіст Автономної Республіки Крим.

## Біографія
Народився 1 лютого 1946 року. Ріс на Запоріжжі — в селах Михайлівському та Трудовому Новомиколаївського району. У 1959 році закінчив Новоукраїнську семирічку, у 1963-му — Новомиколаївську середню школу, у 1966-му — радіолокаційне відділення Дніпропетровського механічного технікуму, у 1972-му — філологічний факультет Дніпропетровського держуніверситету. Працював у районних, міських та всеукраїнських періодичних виданнях, зокрема починав свою журналістську діяльність на посаді літпрацівника редакції районної газети «Приорільська правда» в смт. Царичанка Дніпропетровської області (1969), через рік — старшим кореспондентом районної газети «Ленінським шляхом» в смт. Новомиколаївка Запорізької області. Після служби в армії в 1974 році працював у районній газеті «Дніпровські вогні» у м. Вільнянськ на Запоріжжі. У період з 1982-го до 1997-го працював два роки заступником редактора, а потім 15 років редактором районної газети «Путь Ильича», перейменованої у «Судакский вестник», з 2000-го до 2013-го — завідувачем відділом та заступником головного редактора урядової «Кримської газети». Співпрацював із редакціями газет «Демократична Україна», «Сільський час», «Фермерське господарство», «Труд», «Комсомольская правда» в Украине», «Огни маяка». Нині мешкає в м. Сімферополь.

## Творчий доробок
Віктор Стус — автор сімнадцяти книг, що побачили світ у період з 2011 по 2020 роки, а саме п'яти романів: «Помста атлантів. Стріла для мудреця», «Арійський Спас», «Зловити характерника», «Супроти орди», «Ідеальне кохання», одинадцяти повістей: «Цариця Амага — донька мага», «Чуні», «Біолокатор», «Повернення з іносвіту», «Привид у храмі», «Клейноди у спадок», «Запізніле прозріння», «Таємниця Берегині», «Судний день на Покрову», «Пастка», «Вольному — воля», п'яти історичних п'єс — «Гетьманша» та «Чарівний пояс амазонки», «Аномалія», «Розплата», «Лебідка», трьох десятків оповідань, сімдесяти байок у прозі під загальною назвою «Байки — казки і навпаки».

#### Книги Віктора Стуса
2011 рік — збірка прозових, поетичних творів та байок «Пісня амазонки», в ній історична повість «Цариця Амага – донька мага», оповідання «Пісня амазонки», «Таврські сходи», «Дива Стефана Сурозького».
2012 рік — роман «Помста атлантів. Стріла для мудреця».
2013 рік — збірка: автобіографічна повість «Чуні» та «Байки — казки і навпаки».
2013 рік — історичний роман «Арійський Спас».
2013 рік — збірка повістей та оповідань «Повернення з іносвіту».
2014 рік — роман «Зловити характерника».
2014 рік — збірка: повість «Берегиня» та «Давні орійські оповіді про наших пращурів».
2015 рік — повість «Судний день на Покрову».
2015 рік — повість «Пастка».
2017 рік — повість «Вольному — воля».
2017 рік — драма «Гетьманша».
2017 рік — драма «Чарівний пояс амазонки».
2017 рік — трагедія «Лебідка».
2017 рік — трагедія «Розплата».
2017 рік — комедія «Аномалія».
2018 рік — роман «Супроти орди».
2020 рік — роман «Ідеальне кохання».
2020 рік — збірка історичних п'єс «Гомін віків стоголосий».
2023 рік — фантастичний роман «Короновані сонцем».
2024 рік — збірка оповідань «Візерунки долі».

## Нагороди
1982 рік — нагороджений бронзовою медаллю головного комітету ВДНГ СРСР за розповсюдження передового досвіду.
1982 рік — відзначений Почесним дипломом журналу «Журналіст» за участь у Всесоюзному конкурсі газет, журналів, телебачення і радіо. 
1983 рік — нагороджений бронзовою медаллю головного комітету ВДНГ СРСР за розповсюдження передового досвіду.
1999 рік — за підсумками кримського творчого конкурсу журналістів «Срібне перо» нагороджений дипломом І ступеня в номінації «Публікація року».
2000 рік — нагороджений срібною медаллю Нестора Літописця за підсумками Всеукраїнського журналістського конкурсу «Економіка очима журналіста».
2001 рік — за підсумками кримського творчого конкурсу журналістів «Срібне перо» нагороджений дипломом І ступеня в номінації «Краща авторська робота про Крим в українських та зарубіжних засобах масової інформації».
2002 рік — за підсумками Кримського республіканського конкурсу журналістів «Срібне перо» нагороджений дипломом І ступеня  в номінації «Журналістська майстерність».
2004 рік — нагороджений Почесною грамотою Державного комітету телебачення і радіомовлення України.
2005 рік — присвоєно звання «Заслужений журналіст Автономної Республіки Крим».
2006 рік — відзначений дипломом Надзвичайного і Повноважного посла Японії в Україні як переможець журналістського конкурсу «Розвиток потенціалу громад — шлях до подолання бідності».
2008 рік — за підсумками кримського республіканського журналістського конкурсу присвоєно звання «Журналіст року».
2009 рік — за підсумками кримського республіканського журналістського конкурсу присвоєно звання «Журналіст року друкованих ЗМІ».
2010 рік — подяка Представництва Президента України в Автономній Республіці Крим.
2011 рік — присвоєно звання «Заслужений журналіст України».
2011 рік — постановою Секретаріату Національної спілки журналістів України нагороджений Золотою медаллю української журналістики.
2012 рік — грамота правління Національної спілки письменників України.
2013 рік — лауреат Всеукраїнської літературної премії імені Степана Руданського за роман «Помста атлантів. Стріла для мудреця».
2013 рік — лауреат конкурсу на найкращу книгу фестивалю української книги «Феодосія-2013» за роман «Арійський Спас».
2013 рік — відзначений грамотою правління Кримської республіканської організації Національної спілки письменників України.
2016 рік — грамота Національної спілки письменників України.
2017 рік — нагороджений медаллю Національної спілки письменників України «Почесна відзнака».
2021 рік — лауреат Всеукраїнської літературної премії імені Володимира Малика за роман «Ідеальне кохання».